# ليوبيتشا نينزيتش
ليوبيتشا نينزيتش مواليد 15 يناير 1997 في بودغوريتسا، هي لاعبة كرة يد مونتينيغرية تلعب كحارس مرمى. مثلت منتخب الجبل الأسود لكرة اليد للسيدات.

## سجل المنافسة
شاركت في البطولات التالية:
- بطولة أوروبا لكرة اليد للسيدات 2016

## روابط خارجية
- ليوبيتشا نينزيتش على موقع الاتحاد الدولي لكرة اليد (الإنجليزية)
- ليوبيتشا نينزيتش على موقع الاتحاد الأوروبي لكرة اليد (الإنجليزية)
- ليوبيتشا نينزيتش على موقع أوليمبيديا (الإنجليزية)